# Jack Haven
Jack Haven, född 10 augusti 1994 i Dallas, är en amerikansk skådespelare som är mest känd för rollen Casey i Netflix-serien Atypical (2017). 
Haven fick ett ytterligare genomslag för rollen som Billie Logan, dotter till Ted Logan, i science fiction-komedifilmen Bill & Ted Face the Music .

## Privatliv
Den 8 november 2019 kom Haven ut som icke-binär.Haven har också varit en engagerad aktivist som bland annat deltagit i Black Lives Matter -rörelsen.

## Filmografi
- 2015 – Irrational Man
- 2017 – Downsizing
- 2017 – The Glass Castle
- 2017 – The Wilde Wedding
- 2017–2021 – Atypical (TV-serie)
- 2018 – Action Point
- 2019 – Bombshell
- 2021 – Bill & Ted Face the Music
- 2024 – I Saw the TV Glow